# Devetaki-barlang
A Devetaki-barlang (bolgárul: Деветашката пещера) Bulgáriában, a Balkán-hegység északi előterében található, Devetaki község területén. A falu Lovecs megye, Lovecsi kistérségében van. Rendkívül látványos, helyenként hatalmas víznyelőkkel lyuggatott tetejű barlang. 
A járatrendszer 2442 méter hosszú, 60 méter mély, a folyosók és termek által elfoglalt terület kiterjedése 20 400 négyzetméter. Álló-, függőcseppkövek és cseppkőoszlopok is találhatók a barlangban. A bejárat tekintélyes méretű boltíve már önmagában is lenyűgöző (35 méter széles, és 30 méter magas). A barlangba belépve alig 40 méter után viszont egy óriási, 2400 négyzetméteres terembe jutnak a látogatók. Ennek a gigantikus teremnek a belmagassága 60 méter, helyenként azonban a 100 métert is eléri. A mennyezeten lévő nyílások beengedik a napfényt. A barlang ezután a terem után két ágra szakad, a bal oldali barlangág közel 2 km hosszú, egy patak folyik benne, amely végül kijut az Oszam-folyócskához. A jobb oldali ág száraz és egy 50 méter hosszú, 15 méter széles csarnokba torkollik. Innen nyílik az Oltárnak elnevezett folyosó. Az ásatások során itt értékes neolit kori leleteket találtak a régészek.
A Devetaki-barlang régóta ismert az emberek előtt. Már a középső-paleolit korban is lakott volt, 70 ezer évvel ezelőtti leleteket is találtak itt. Az ember folyamatosan használta a barlangot, gazdag régészeti anyagot – például bronzkori ékszereket - hagyva maga után. A hely rendszeres kutatását viszont csak 1921-ben kezdték meg a régészek. Paleoornitológiai szempontból is érdekes hely a barlang, az őslénykutatók a kései würm rétegekben 136 madárfaj csontját találták meg. Gazdag a barlang jelenlegi élővilága is. Júniusban és júliusban az itt élő emlős állatok szaporodási időszaka miatt tilos a barlangot látogatni, ilyenkor zárva van az érdeklődők előtt. A barlangban és környezetében 33 emlősfaj (15 denevérfaj), 82 madárfaj, 12 kétéltű- és hüllőfaj él. 
A 20. században a Devetaki-barlang hatalmas terme kissé hányatott sorsú volt. Volt állami titkos élelmiszerraktár, majd katonai objektum lett. Az 1950-es évektől kőolajtároló bázissá fejlesztették, hatalmas tartályokat helyeztek el a barlangban. Ezeket csak a 21. század elején távolították el, talapzataik helye néhol még látszik. Elbontották a barlangba vezető sínpárt, hidat, aszfaltutat is. 
A barlangban forgatták 2011-ben a The Expendables – A feláldozhatók 2. című amerikai film néhány jelenetét, a pirotechnikai effektusok miatt sokan bírálták ezt, mivel igen erősen megzavarta a védett állatok életét. A stáb a forgatás érdekében egy igazi hidat is építtetett az Oszam-folyón. 
A barlang bárki számára megtekinthető, belépőt nem kell fizetni.

## Fordítás
- Ez a szócikk részben vagy egészben  a   Devetashka cave című angol Wikipédia-szócikk fordításán alapul.  Az eredeti cikk szerkesztőit annak laptörténete sorolja fel. Ez a jelzés csupán a megfogalmazás eredetét és a szerzői jogokat jelzi, nem szolgál a cikkben szereplő információk forrásmegjelöléseként.
- Ez a szócikk részben vagy egészben  a(z)   Деветашка пещера című bolgár Wikipédia-szócikk fordításán alapul.  Az eredeti cikk szerkesztőit annak laptörténete sorolja fel. Ez a jelzés csupán a megfogalmazás eredetét és a szerzői jogokat jelzi, nem szolgál a cikkben szereplő információk forrásmegjelöléseként.